# Welizar Popow
Welizar Popow (ur. 7 lutego 1976 w Płowdiwie) – bułgarski piłkarz oraz trener piłkarski.
Przez większą część piłkarskiej kariery występował w klubach z rodzinnego Płowdiwu, Łokomotiwie i Spartaku.
Jednak jako szkoleniowiec związał się z Czerno More Warna. Pracuje w nim od 2004 roku, najpierw jako trener zespołu rezerw, a potem asystent Nikoły Spasowa. We wrześniu 2009 roku zastąpił Spasowa na stanowisku trenera pierwszego zespołu.
Był szkoleniowcem drużyny, kiedy - na początku sezonu 2010–2011 - wzmocnił ją 37-letni Brazylijczyk Mário Jardel, dwukrotny zdobywca Złotego Buta dla najlepszego strzelca lig europejskich. Jednak mimo tego transferu, zespół nowe rozgrywki rozpoczął od pięciu zwycięstw i aż sześciu porażek. Z powodu niesatysfakcjonujących wyników Popow 23 października podał się do dymisji.